# نقاش باد
نقاش باد (به انگلیسی: The Painter of the wind) یک مجموعهٔ تلویزیونی کره‌ای است که در سال ۲۰۰۸ با بازی مون گیون یانگ و پارک شین-یانگ بر اساس پرفروشترین رمان تاریخی لی جونگ کی ساخته شده‌است.
شین یون بوک که یک نقاش جوان با استعداد است، خود را به عنوان یک پسر برای جستجوی قاتل پدرش مبدل می‌کند. او با کیم هونگ دو که یک متخصص نقاش است آشنا می‌شود و او را به سمت تبدیل شدن به یک هنرمند بزرگ هدایت می‌کند و دوستی قوی خود را با مربی و شاگرد ایجاد می‌کند.

## خلاصه داستان
در سال ۱۷۶۶، کانگ سونگ، نقاش و عضو ارشد داوآسو، آکادمی نقاشی، پس از اینکه به‌طور مخفیانه توسط پسر شاهزاده پرنسس، که بعدها به شاه جونجو معروف شد، به قتل رسید. کمیته قصر می‌خواست که یک تصویر پرتره شاهزاده را بکشد. سئو جینگ، یکی دیگر از اعضای Dohwaseo، در حالی که تحقیق در مورد مرگ کانگ سو هانگ، یافت شد. علاوه بر این، همسر سئو جینگ به قتل رسید و دخترش گم شد. ده سال بعد، کیم هنگ د، یکی از اعضای ارشد داوهواسو، شین یون بوک را کشف می‌کند. دانشجوی جدید Hong-do کشف استعداد بزرگی در یون-بو و تلاش می‌کند تا از دانش آموزان از توطئه‌هایی که او را محاصره می‌کنند، محافظت کند. شاه جونجو همچنین استعداد فوق‌العاده یون بوک را کشف می‌کند. کیم هیونگ و شین یون بوک به عنوان چشم شاه به تصویر کشیده شده‌اند و واقعیت واقعی مردم معمول را نشان می‌دهند. با این حال، مقامات قصر قدرتمند توافق دارند که از دو نقاش خلاص شوند و به زودی پس از آن از دووهوئوزو خارج می‌شوند. سپس پادشاه به‌طور مخفیانه این جفت را سفارش می‌دهد تا تصویری از پدرش که ده سال پیش توسط کانگ سو-هانن نقاشی شده‌است را پیدا کند. کیم هیونگ و شین یون بوک در بازیابی پرتره، غلبه بر موانع و تله‌های خطرناکی که توسط دشمنان ایجاد شده‌اند، موفق هستند. بازیابی نقاشی نیز به افشای رازهای مرگ Seo Jing، که در واقع پدر شین یون بوک است، را نشان می‌دهد. در این فرایند، کیم هونگ متوجه می‌شود که او واقعاً با شین یون بوک دوست است. با این حال، او تلاش می‌کند تا او را ترک کند، زیرا او می‌داند که این امر غیرممکن است. اما به تعجب همه، حقیقت آشکار شده‌است. شین یون بوک در واقع یک زن است. او خود را به عنوان مردی که به دانو سایو، مؤسسه محدود به مردان محدود شده بود، پنهان کرده بود تا حقیقت را در مورد مرگ پدرش کشف کند.

## بازیگران

### بازیگران اصلی
- مون گیون یانگ درنقش شین یون بوک
  - کیم یو جونگ در نقش یون بوک جوان
- پارک شین-یانگ در نقش کیم هنگ دو
- ریو سونگ ریونگ در نقش کیم جو نیون
- بائه سو بین در نقش پادشاه جئونگ جو
- مون چه-وون در نقش جونگ هیانگ، عه گیسا ئنگ

### بازیگران دیگر
- لی جون در نقش شین یانگ بوک
  - لی بیونگ جون در نقش جوانی یانگ بوک
- پارک هیوک کئون در نقش لی این مون، دوست هانگ دو
- ایم جی عیون در نقش ملکه جئونگ سان
- جانگ این گیی در نقش هانگ گوک یئونگ
- کیم ایونگ سو در نقش جانگ بیوک سوو
- آن سوک هوان در نقش شین هان یئونگ، پدر خوانده یان بوک
- پارک جین وو در نقش جانگ هیو وون
- هان جانگ سوو در نقش سئو جینگ
- لی مین یانگ در نقش ماک کای وول
- یانگ جو سانگ در نقش کانگ سو هانگ
- لی کایونگ هوا در نقش میونگ، همسر سو جینگ
- هان یو وون در نقش جانگ سووک، خواهر این مون
- یون بونگ گیل
- کو گیو پل در نقش هواسون
- لی سانگ هی در نقش هواسون
- سون هووا رایونگ در نقش گیسانگ
- مین جون هیون در نقش ایونچ
- ها دائه رو در نقش کادت
- کیم وون سئوک
- جانگ موون سئوک در نقش دال سوی
- چوی گوی هووا
- جو دونگ هی
- کیم بو می درنقش ماک نیون، خدمتکار جانگ هیانگ
- جون جین گیی
- ایم هو در نقش لی میونگ کی
- یو جان جی
- جونگ یو می
- چوی سو هان
- تائه هوانگ

## تعدادی از آثار متعلق به شین یون بوک

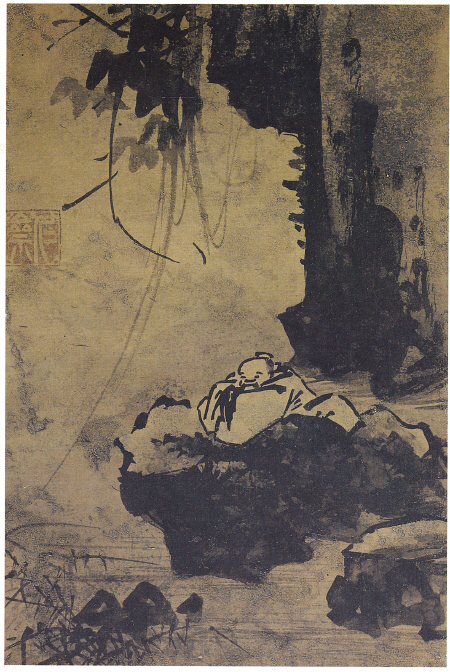
یک دانشمند در حال نگاه کردن به آب از روی بلندی

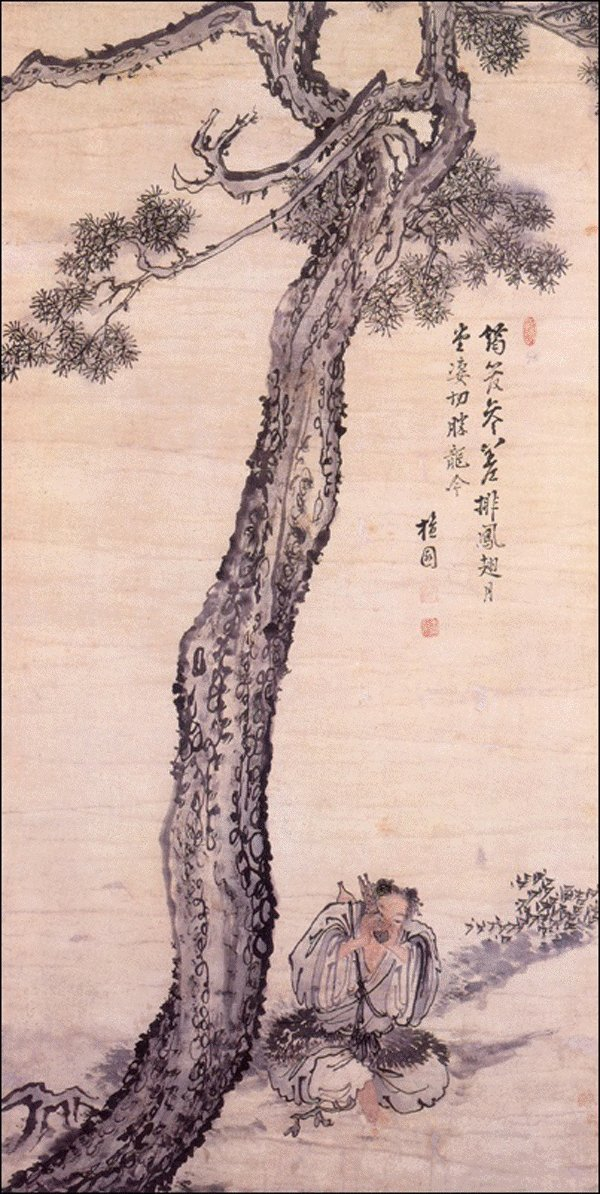
زیر یک درخت

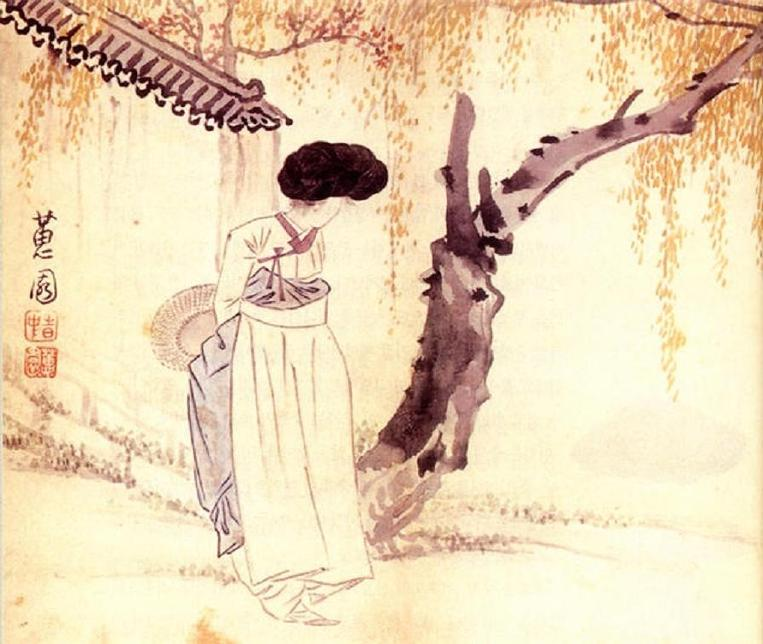
منتظر توسط شین یون بوک

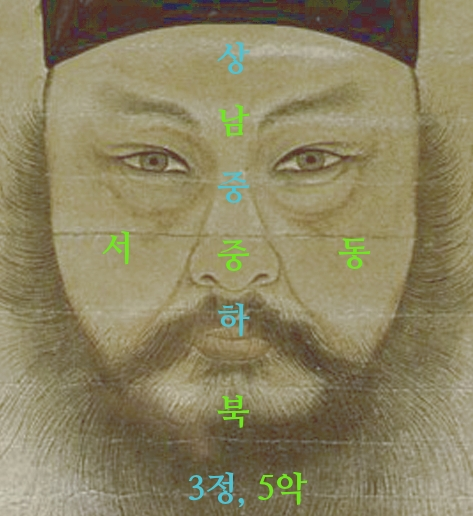
پرتره یون دو سو

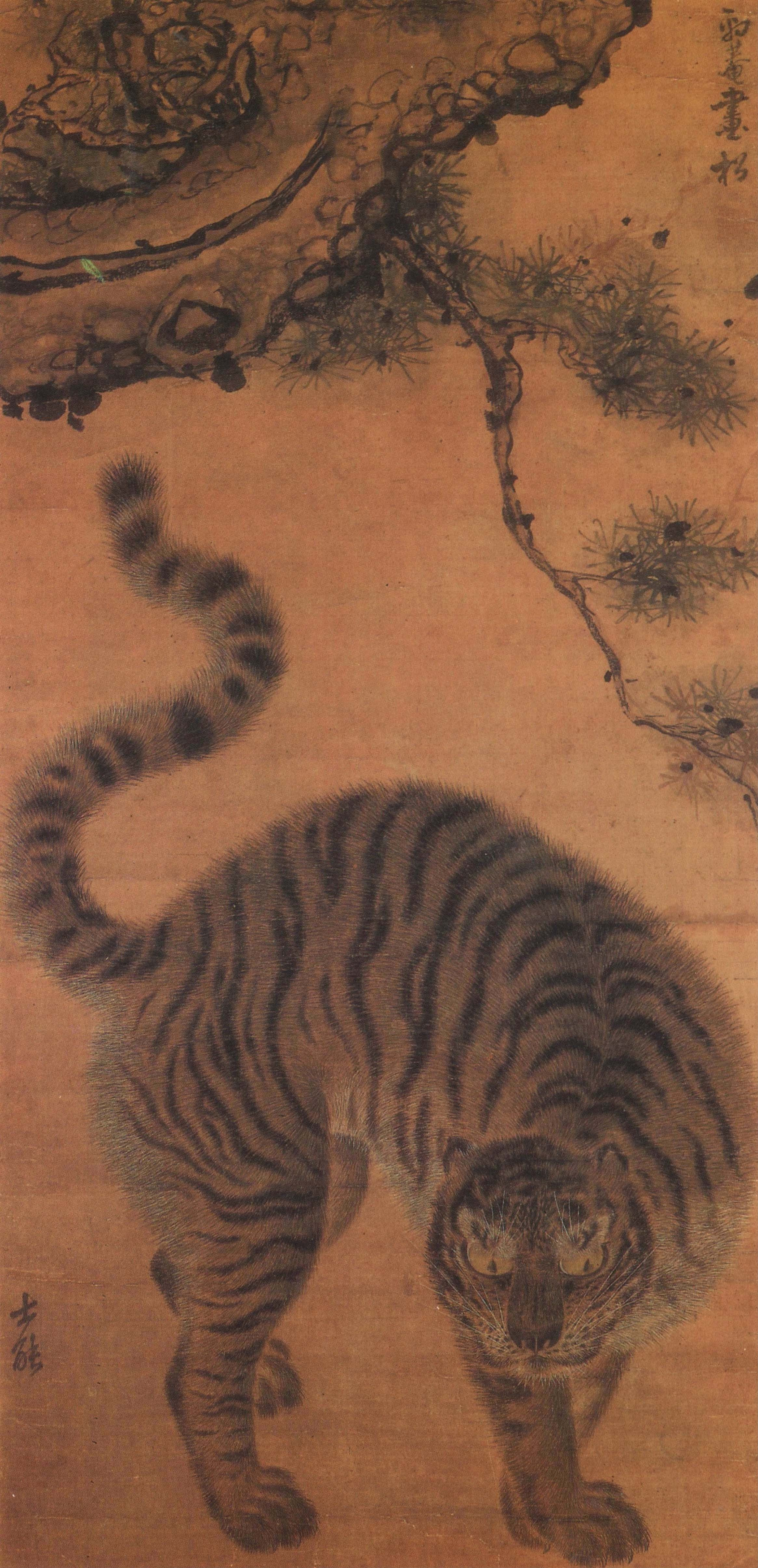
ببر زیر یک درخت